# Valeriana cephalantha
Valeriana cephalantha là một loài thực vật có hoa trong họ Kim ngân. Loài này được Schltdl. miêu tả khoa học đầu tiên năm 1856.